# Aevex航天公司
Aevex航天公司（英文：Aevex Aerospace）是一家总部位于美国加利福尼亚州索拉纳海滩的国防工业公司，专注于提供先进的机载情报收集解决方案。其核心业务包括飞机设计、传感器和有效载荷的集成，以及飞行测试支持服务。据CNN记者芭芭拉·斯塔尔（Barbara Starr）报道，Aevex特别为美国特种部队提供服务，尤其支持秘密特种作战任务。 
Aevex成立于2017年，由三家知名国防承包商——Merlin Global Services、CSG Solutions和Special Operations Solutions合并而成。公司现有员工约500人，在加利福尼亚州、北卡罗来纳州和弗吉尼亚州设有办事处，并在新墨西哥州罗斯威尔运营一个专业训练场。 
2022年4月21日，Aevex宣布已完成121架鳳凰幽靈单向无人机的生产，这批无人机将被运往乌克兰。 
2024年7月，中国政府发布对美国军火商的制裁令，对象是参与对台军售的美国制造无人武器的新兴企业，Aevex航天公司榜上有名，这间神秘的军火商也开始为中国人所知道。被一起制裁的还包括美国安杜里尔公司、海上战术系统公司、环太平洋防务公司、LKD航天公司、顶峰科技公司。